# Distrito de Prizren
Distrito de Prizren es uno de los siete distritos de Kosovo, allí se localiza la segunda ciudad de la provincia, se halla ubicada al sur-occidente con límites con las Repúblicas de Albania y Macedonia del Norte, se subdivide en cuatro municipios.
El Distrito de Prizren estaba conformado por cinco municipios, que eran Orahovac, Suva Reka, Prizren, Opolje y Gora, de los cuales Orahovac pasó al distrito de Dakovica y parte de su territorio, junto con el de Klina, distrito de Pec, formaron el municipio de Malisevo. Los municipios de Opolje y Gora se unificaron para formar el municipio de Dragas.

## Municipios
- Dragas o Dragaš
- Suva Reka
- Malisevo o Mališevo
- Prizren
- Mamusha

- Datos: Q1048331
- Multimedia: Prizren District / Q1048331